# Massenentführung in Iguala 2014

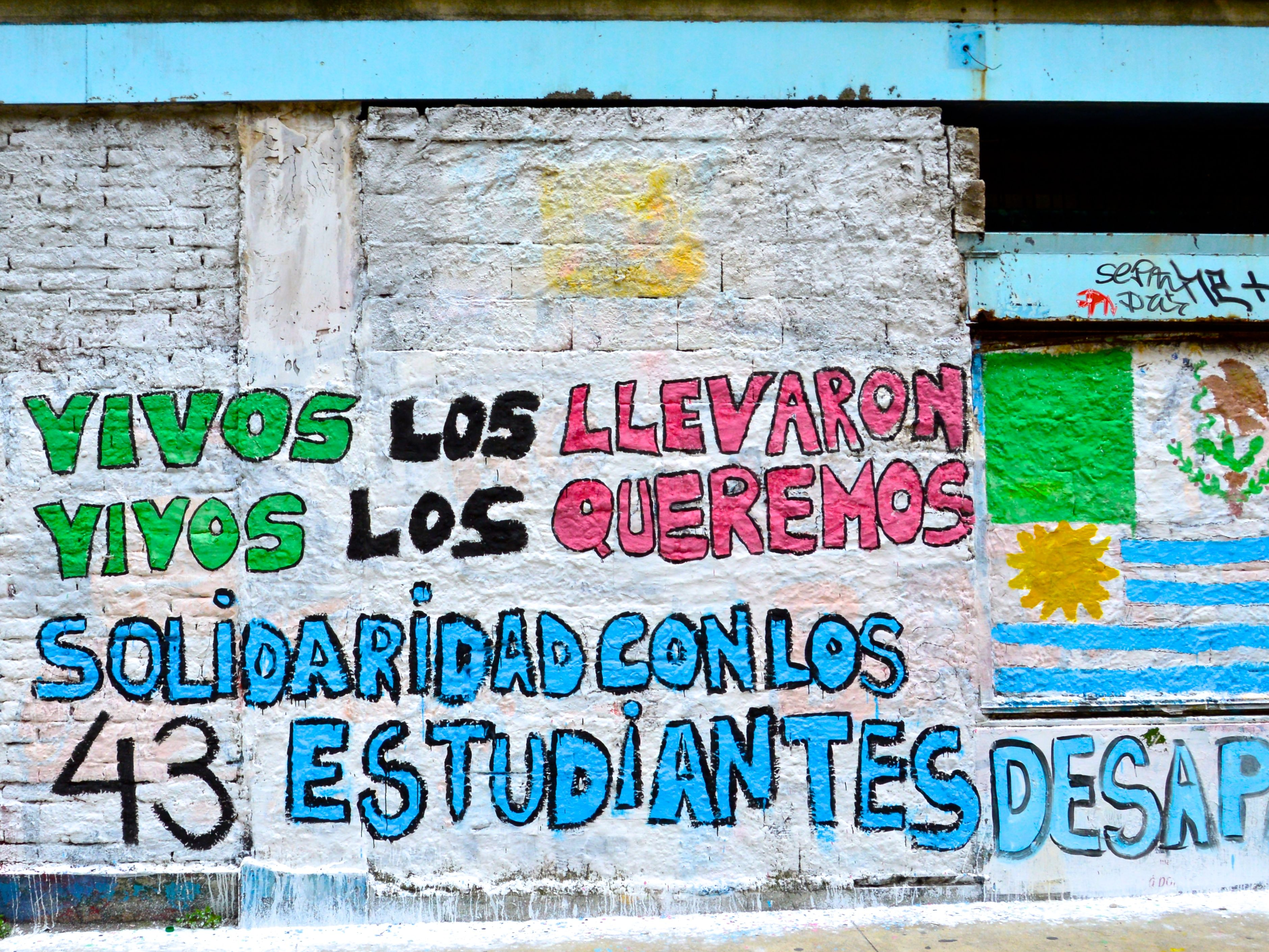
„Lebendig hat man sie mitgenommen. Lebendig wollen wir sie wieder. Solidarität mit den 43 verschwundenen Studenten“; Graffiti in Mexiko

Am 26. September 2014 wurden 43 Studenten der Escuela Normal Rural „Raúl Isidro Burgos“, einer Hochschule in Ayotzinapa (Guerrero, Mexiko) zur Ausbildung von Grundschullehrern, in Iguala entführt. Zwar sind Meldungen über Gewalttaten im seit Jahren andauernden Drogenkrieg in Mexiko, dem bis 2011 bereits über 47.000 Menschen zum Opfer fielen, alltäglich geworden, doch das Verbrechen an den 43 Studenten wühlte die mexikanische Öffentlichkeit mehr als jedes andere auf.

## Der Ablauf der Ereignisse
Die Studenten waren Teil einer nach Iguala gereisten Gruppe, die gegen die diskriminierende Einstellungs- und Bezahlungspraxis der mexikanischen Regierung protestierte. Sie besuchten ein Lehrerseminar, auf dem Verpflegung und Unterkunft im Austausch gegen das Erbringen landwirtschaftlicher Arbeitsleistungen kostenlos sind und stammten aus durchwegs armen und häufig indigenen Familien. Offenbar hatten sie die in Mexiko nicht ungewöhnliche Gepflogenheit angewandt, für ihre Überlandfahrten zu Demonstrationen und für den unfreiwilligen Besuch von „Beobachtungskursen“ Linienbusse in Beschlag zu nehmen und die Fahrer zu einer Änderung der Route zu nötigen. Allerdings waren sie immer unbewaffnet. Diese „Beobachtungskurse“ mussten die Studenten besuchen, weil der mexikanische Staat den Lehrerseminaren zutiefst misstraut, da diese im Ruf stehen, revolutionäres Gedankengut im Sinne der Mexikanischen Revolution zu verbreiten. Auf dem Weg zu einer Kundgebung schritt die lokale Polizei ein, hielt die Busse an und eröffnete ohne Vorwarnung das Feuer. Hierbei kamen Sturmgewehre G36 zum Einsatz, die die deutsche Rüstungsfirma Heckler & Koch illegal nach Mexiko geliefert hatte. Auch ein mit heimkehrenden Fußballern besetzter Bus geriet in die Eskalation. Dabei wurden sechs Studenten von der Polizei erschossen. Der weitere Ablauf war zunächst unklar. Spätere Ermittlungen ergaben, dass 43 der verhafteten Studenten von der Polizei an das kriminelle Drogen-Syndikat Guerreros Unidos übergeben und mutmaßlich ermordet wurden.
Die Zeitung Milenio berichtete am 24. Januar 2015 unter Berufung auf Vernehmungsprotokolle, dass der als „El Cepillo“ bekannte Auftragskiller aus dem Verbrecherkartell Guerreros Unidos die Ermordung von mindestens 15 Studenten gestand. Die jungen Leute seien ihm von Polizeichefs lebend übergeben worden und er habe sie mit Komplizen dann erschossen. Mindestens 25 starben nach seiner Aussage an Erstickung. Auch andere Bandenmitglieder haben die Ermordung und Verbrennung der Studenten eingeräumt.

## Verhaftungen und Ermittlungen
Rund 100 Verdächtige, darunter Polizisten und Bandenmitglieder, wurden festgenommen. „Die Tat warf ein Schlaglicht auf die engen Verbindungen zwischen Politikern, Polizisten und Verbrechern in Mexiko.“
Im September 2015 veröffentlichte die Interamerikanische Kommission für Menschenrechte die Ergebnisse ihrer sechs Monate dauernden Untersuchung des Verbrechens. Sie bezweifelte die Darstellung des Generalstaatsanwaltes Jesús Murillo Karam, wonach die 43 Studenten auf einer Müllkippe eingeäschert worden seien. Die Kommission forderte die Ermittlungsbehörden zudem auf, die Hypothese zu prüfen, wonach die Studenten ohne Wissen einen Bus in Beschlag genommen hatten, in dem sich eine große Menge von Heroin befand.
Im Juni 2018 ordnete das 1. Obergericht (Tribunal Colegiado) im 19. Gerichtssprengel (Bundesstaat Tamaulipas) an, dass eine unabhängige Untersuchungskommission gebildet werden müsse. Denn die bisherigen Untersuchungen der Generalstaatsanwaltschaft (Procuraduría General de la República) seien „nicht so zügig, wirksam, unabhängig und unparteiisch“ erfolgt, wie es die Rechtsprechung des Interamerikanischen Gerichtshofs für Menschenrechte verlangt.
Die damalige Regierung ging davon aus, dass der dem linken Partido de la Revolución Democrática (PRD) angehörende Bürgermeister von Iguala José Luis Abarca Velázquez und seine Frau María de los Ángeles Pineda Villa die Drahtzieher des Verbrechens seien. María de los Ángeles Pineda Villa habe offenbar befürchtet, die Studenten könnten eine Kundgebung stören, bei der sie ihre Kandidatur für das Bürgermeisteramt (als Nachfolgerin ihres Mannes) verkünden wollte. Um einer Störung zuvorzukommen, habe ihr Mann der Polizei befohlen, gegen die Studenten vorzugehen. Vier Tage nach dem Verbrechen tauchte das Ehepaar unter, ebenso der lokale Polizeichef Felipe Flores Velásquez. Das Paar wurde einen Monat später in Mexiko-Stadt verhaftet. Diese offizielle Version wird allerdings von mehreren Kommentatoren in Frage gestellt. Die Journalistin Anabel Hernández vermutet eine Auftraggeberschaft bis auf die Ebene des damaligen Staatspräsidenten Enrique Peña Nieto.
Ende Juni 2020 gab die zuständige Staatsanwaltschaft bekannt, dass im Zusammenhang mit den Ermittlungen José Ángel Casarrubias Salgado, genannt El Mochomo, festgenommen worden sei. Der Tatverdächtige gilt als leitendes Mitglied der kriminellen Gruppe Guerreros Unidos. Auch die Staatsanwaltschaft von Chicago hatte zum selben Zeitpunkt ein laufendes Verfahren gegen den Verdächtigen. Salgado werden Verwicklungen in den Handel und die Herstellung von Heroin vorgeworfen. Der Sprecher der zuständigen mexikanischen Staatsanwaltschaft, Felipe de la Cruz, gab Journalisten gegenüber an, dass es im Zusammenhang mit den bisherigen Ermittlungen in dem Fall schon zu insgesamt über 140 Verhaftungen gekommen sei, ohne dass eine Schuld an den Morden habe festgestellt werden können. 77 der verhafteten Personen seien wegen Verfahrensmängeln, wie nachweislicher Folter durch Justizorgane, wieder auf freien Fuß gesetzt worden. Auch gegen Tomás Zerón, der die früheren bundespolizeilichen Ermittlungen leitete und gegen Jesús Murillo Karam, den ehemaligen zuständigen Generalstaatsanwalt, sind Ermittlungen hängig bzw. in Vorbereitung. Ihnen wird die Verschleppung der Untersuchungen und die Beeinflussung der Beweismittel vorgeworfen. Gegen Zerón ist ein zuletzt nicht ausgeführter Haftbefehl vorhanden.
Eine vom mexikanischen Präsidenten Andrés Manuel López Obrador im Jahr 2018 geschaffene Wahrheitskommission gab Mitte August 2022 bekannt, dass ihrer Untersuchung zufolge der Staat auf allen Ebenen an der Verschleppung und Ermordung der 43 Studenten sowie sechs weiterer Personen beteiligt gewesen sei. Unter den 43 Studenten habe sich ein Informant des Militärs befunden, so dass die Behörden bereits vor der Massenentführung über die Bewegungen der späteren Opfer im Bilde gewesen seien. Im Zuge dessen ist auch die Verhaftung des ehemaligen Generalstaatsanwalts Karam wegen mutmaßlicher Fälschung von Beweisen erfolgt. Die Aufklärung dieses Verbrechens war ein zentrales Versprechen von Obrador in seinem Präsidentschaftswahlkampf gewesen.
Im August 2022 wurden die Studenten schließlich offiziell für tot erklärt.

## Demonstrationen
Die Massenentführung und Ermordung war der größte Skandal während der Amtszeit des mexikanischen Präsidenten Enrique Peña Nieto. Das Ereignis führte zu massiven Protesten im ganzen Land.
Einen Monat nach dem Verschwinden der Studenten gab es eine zunächst friedliche Kundgebung von Tausenden Demonstranten. Einige von ihnen zündeten jedoch nach der Kundgebung das Rathaus der Stadt Iguala an. Die Tagesschau berichtete, dabei sei gerufen worden: „Dieses Gebäude taugt nichts mehr. Der ganze Apparat steht im Dienste der Narcos (Drogenhändler).“
Am 21. Oktober 2014 setzten aufgebrachte Lehrer die Parteizentrale der PRD im Bundesstaat Guerrero in Brand, nachdem zahlreiche Indizien zum Vorschein gekommen waren, die auf eine Verwicklung von PRD-Politikern in das Verbrechen hindeuteten. Der von der PRD gestellte, mit Bürgermeister Abarca und dessen Frau befreundete Gouverneur von Guerrero, Ángel Aguirre Rivero, trat Anfang 2015 von seinem Amt zurück. Cuauhtémoc Cárdenas Solórzano, der Gründer und langjährige Vorsitzende der PRD, sprach in einem Offenen Brief an den Parteivorstand die Verwicklung von Parteifreunden in das Verbrechen in Iguala an und trat danach aus der PRD aus.
Viele Demonstranten forderten den Rücktritt des Präsidenten Enrique Peña Nieto, in einer Online-Kampagne schlossen sich 246.524 Personen (Stand: 26. November 2014) der Aufforderung an.

## Geplante Reform des Sicherheitsapparats
Der Entführungsfall und der Umgang der Regierung damit führten zu seiner Staatskrise. Peña Nieto kündigte Ende November 2014 in einer Live-Fernsehübertragung eine umfassende Reform der Sicherheitskräfte seines Landes an. So plane er die Abschaffung der etwa 2000 Polizeibehörden in den Gemeinden, die als besonders korrupt gelten. Stattdessen sollen Einheiten der 31 Bundesstaaten deren Aufgaben übernehmen. Peña Nieto gab auch bekannt, die Arbeit der Justizbehörden stärker bündeln, Maßnahmen zum besseren Schutz der Menschenrechte ergreifen und ein bundesweites System zur Suche nach Verschwundenen schaffen zu wollen. Die entsprechenden Gesetze sollen bald ins mexikanische Parlament eingebracht werden.
Oppositionspolitiker begrüßten Peña Nietos Reformvorschläge, kritisierten aber, dass sie zu wenig konkret seien und der Präsident Selbstkritik vermissen lasse. Fraglich sei auch, ob sich die lokalen Polizeien entmachten lassen und ob die Zentralbehörden nicht genauso korrupt sind.

## Filme
- The 43. Zweiteilige Filmdokumentation mit Paco Ignacio Taibo II (Mexiko 2019).
- Vivos Filmdokumentation von Ai Weiwei (2020).
- Esperanza 43[20], Kurzfilm von Oliver Stiller (Deutschland 2016)